# Île à Seguin
Pour les articles homonymes, voir Seguin.
Ne doit pas être confondu avec île Seguin.
L'île à Seguin est une île située sur la Vienne sur le territoire de Beaumont-en-Véron.

## Description
Elle s'étend sur plus de 1 km de longueur pour une largeur d'environ 110 m. 